# ギゼム・ギュレシェン
ギゼム・ギュレシェン（Gizem Güreşen、女性、1987年1月14日 - ）は、アンカラ出身のトルコのバレーボール選手。トルコ代表。

## 来歴
2005年にトルコ代表に初選出される。
2010年の世界選手権ではレシーバーとして出場し、6位入賞した。2011年9月にセルビアで行われた欧州選手権で銅メダルを獲得した。
2012年5月、地元で開催されたロンドン五輪欧州大陸予選ではギュルデン・カヤラルとともにリベロとして活躍し、オリンピック本戦の出場権獲得に大きく貢献した。同年6-7月のワールドグランプリでは初の表彰台となる銅メダルを獲得した。同年8月のロンドンオリンピックに出場した。
2012-13シーズンは所属するワクフバンクで正リベロとして欧州チャンピオンズリーグ、トルコリーグ、トルコカップの3冠を果たした。欧州チャンピオンズリーグではベストリベロ賞を受賞している。また、木村沙織とはチームメイトであった。
2013年からは正リベロを務め、2014年のワールドグランプリでは4位、世界選手権では9位に入った。

## 球歴
- オリンピック - 2012年
- 世界選手権 - 2010年、2014年
- 欧州選手権 - 2011年 、2013年、2015年
- ワールドグランプリ - 2012年、2013年、2014年

## 所属クラブ
- テュルクテレコム (2005-2007年)
- Marmaris Belediye GSK （2007-2008年）
- ガラタサライ (2008-2009年）
- ワクフバンクSK (2009-2015年)
- フェネルバフチェ（2015-2016年）
- ヴォレロ・チューリッヒ（2016-2017年）
- Bursa BBSK（2017年）
- ガラタサライ (2017-2023年）
- ベシクタシュ（2023-）